# Whirlpool (filme)
Whirlpool é um filme estadunidense de suspense noir de 1949, produzido e dirigido por Otto Preminger para a 20th Century Fox. O roteiro de Ben Hecht e Andrew Solt adaptou o romance Methinks the Lady de Guy Endore. Foi o último papel de Constance Collier. 
Devido ao posicionamento antibritânico em relação ao recente envolvimento com Israel, demonstrado pelo roteirista Heicht, no lançamento do filme no Reino Unido o crédito a seu nome foi substituído pelo pseudônimo Lester Barstow.
Quatro anos depois o protagonista Richard Conte estrelou The Blue Gardenia, que tinha um roteiro surpreendentemente similar, mas trocando o ângulo da psicologia para uma trama processual mais simples e direta.

## Elenco
- Gene Tierney...Ann Sutton
- Richard Conte...Dr. William Sutton
- José Ferrer...David Korvo
- Charles Bickford...Tenente Colton
- Barbara O'Neil...Theresa Randolph
- Eduard Franz...Martin Avery
- Constance Collier...Tina Cosgrove, anfitriã da festa
- Fortunio Bonanova...Feruccio di Ravallo, convidado da festa

## Sinopse
Ann Sutton é uma rica e bonita esposa apaixonada do renomado psicanalista Dr. William Sutton. Ela esconde do marido que é cleptomaníaca até que é detida numa loja de departamentos ao roubar um pequeno broche. Ela é ajudada pelo misterioso e bem-falante David Korvo, que evita o escândalo ao identificá-la como uma dama da sociedade e perceber a doença dela. Mais tarde, Korvo combina de se encontrar com Ann em uma festa, que ela vai sem o marido. Ann pensa que vai ser chantageada mas o homem nega ser um criminoso ao mesmo tempo que tenta se aproveitar dela amorosamente, usando de hipnotismo. Mas a mulher resiste. Ann aceita ser paciente de Korvo quando ele a convence fazendo-a melhorar da insônia, hipnotizando-a novamente sem que a mulher saiba. Mas Korvo não tem mesmo apenas o interesse médico nela, passando a envolvê-la num engenhoso plano de assassinato.

## Recepção
A resenha da Revista Variety foi positiva (traduções livres):"Whirlpool é um entretenimento muito bom, melodrama emocionante que combina uma trama sobre hipnotismo realista. Ben Hecht e Andrew Solt costuraram bem um roteiro [de um romance de Guy Endore] sobre os efeitos da hipnose no subconsciente, mas tanto eles como o diretor Otto Preminger, eliminaram as falsidades que poderiam tê-los influenciado facilmente e se concentram em apenas outro melodrama assustador".
Já o The New York Times, através do crítico Bosley Crowther, teve uma opinião mista ainda que apreciando as atuações:"Ainda, como nós vimos, este disparate, escrito por Ben Hecht e Andrew Solt de um romance de Guy Endore, tenha sido belamente produzido e interpretado por um elenco distinguido pela presença de José Ferrer entre eles. O senhor Ferrer, destaque da Broadway, é o suave e penetrante vilão da trama que diz as frases sedosas da boca do roteirista Senhor Hecht com acidez e fogo que atingem as pessoas, vindos de seus olhos. Além disso, a altiva Gene Tierney interpreta a dama um pouco transviada e Charles Bickford e Richard Conte, os detetive e marido, respectivamente. Todos juntos, além de outros, produzem encantamento. Mas seus esforços são tristemente artificiais. É melhor você assistir a isso em estado de transe "